# Conglomerado (geología)
En geología, un conglomerado o rudita es una roca sedimentaria de tipo detrítico formada mayoritariamente por clastos redondeados tamaño grava o mayor (>2 mm). Dichos clastos pueden corresponder a cualquier tipo de roca. Un tipo de roca similar son las brechas pero estas se distinguen de los conglomerados por estar compuestas de clastos angulosos. Según un estimado los conglomerados componen menos del 1% de las rocas sedimentarias del mundo en lo que se refiere a su peso.
Los conglomerados son de interés geológico principalmente para estudios de proveniencia y de tectónica. También existe un interés económico en algunos conglomerados que albergan petróleo.
Los conglomerados se forman por la  consolidación y litificación de gravas. Se pueden encontrar en secuencias de rocas sedimentarias de todas las edades, pero probablemente constituyen menos del 1 por ciento en peso de todas las rocas sedimentarias. En términos de origen y mecanismos de depósito, están estrechamente relacionados con las areniscas y exhiben muchos de los mismos tipos de estructuras sedimentarias, por ejemplo, estratificación cruzada tabular y en canal y estratificación graduada.
Los conglomerados se pueden subdividir en dos tipos. Con un alto grado de escogimiento de una litología limitada y poca matriz. Con poco escogimiento, más heterogéneos en cuanto a su litología y abundante matriz. El primer tipo se origina de la deposición en cursos de agua mientras que el segundo tipo se origina de movimientos de masa.

## Terminología y descripción de conglomerados
Una primera aproximación a la descripción de un conglomerado depende del grado de redondez de los clastos. Si los clastos de grava que lo componen están en su mayoría entre bien redondeados a subredondeados, es de hecho un conglomerado, pero si son angulares, es una brecha. Dichas brechas pueden llamarse brechas sedimentarias para diferenciarlas de otros tipos de brechas, por ejemplo, brechas volcánicas y de falla. Las rocas sedimentarias que contienen una mezcla de clastos redondeados y angulares a veces se denominan brecho-conglomerados.

### Textura

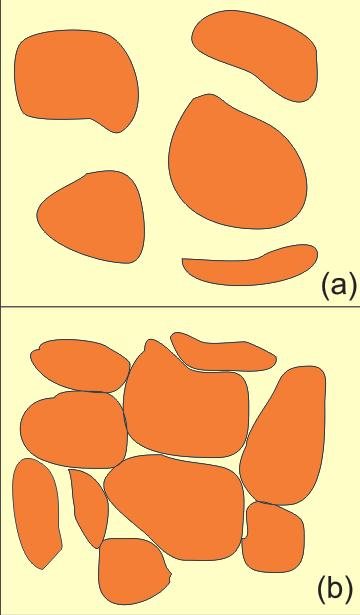
(a) Paraconglomerado y (b) Ortoconglomerado

Los conglomerados raramente se componen únicamente por clastos del tamaño grava (>2 mm). El espacio entre los clastos de tamaño grava suele estar ocupado por una mezcla de limo, arena y arcilla en cantidades variables denominada matriz. Se denominan paraconglomerados cuando los clastos de grava individuales no están en contacto entre sí y flotan en la matriz. Los paraconglomerados no suelen estar estratificados y pueden contener más matriz que clastos del tamaño grava. Se denominan ortoconglomerado cuando los clastos de tamaño grava están en contacto entre sí. A diferencia de los paraconglomerados, los ortoconglomerados suelen presentar estructuras de estratificación cruzada y a menudo están cementados, ya sea por calcita, hematita o cuarzo.
Las diferencias entre paraconglomerados y ortoconglomerados reflejan diferencias en el modo de sedimentación. Los paraconglomerados son normalmente originados en morrenas glaciares (till) o por el depósito de coladas de fango. Los ortoconglomerados se asocian normalmente con corrientes de agua.

### Composición y procedencia de los clastos

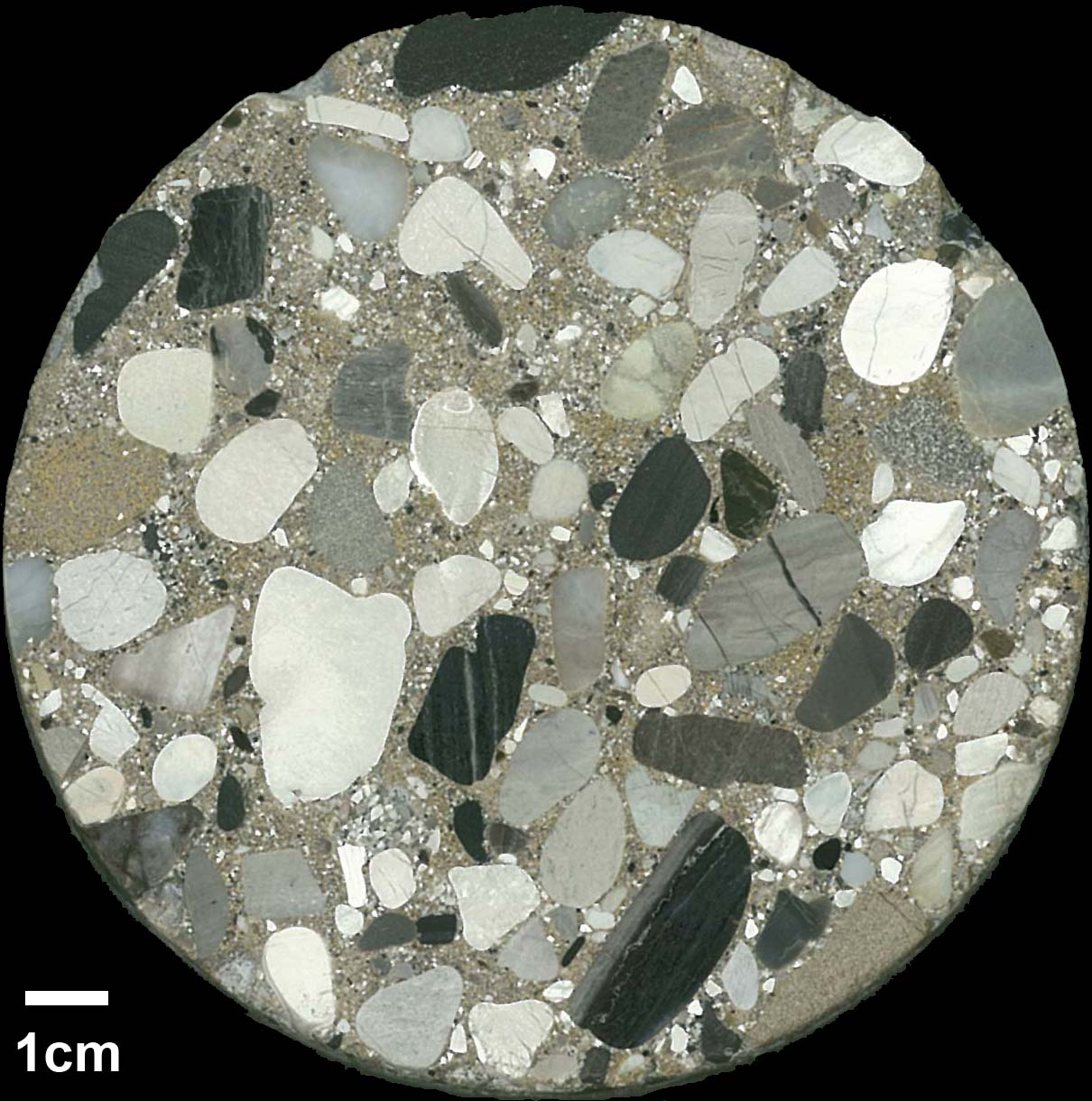
Sección de un conglomerado polimíctico extraído en un testigo de sondeo de rocas en alta mar, Alaska.

Un conglomerado compuesto por clastos de un solo tipo de roca o mineral se conoce como conglomerado monomíctico. Se denomina conglomerado oligomíctico, cuando además hay una pequeña presencia de clastos de otra naturaleza. Si el conglomerado está compuesto por dos o más tipos de rocas o minerales se denomina conglomerado polimíctico. Si un conglomerado polimíctico contiene una variedad de clastos de rocas y minerales metaestables e inestables, se llama conglomerado petromíctico.
Los conglomerados también se clasifican según su procedencia. Si contienen rocas o minerales que son significativamente diferentes en litología de la matriz envolvente y por lo tanto más antiguos y derivados del exterior de la cuenca de sedimentación, el conglomerado se define como extraformacional o extracuencal. Si por el contrario la naturaleza de los clastos coincide con los de la matriz y, por tanto, son penecontemporáneos y proceden de la misma cuenca de sedimentación, se califican como intraformacionales o intracuencales.
Se reconocen dos tipos de conglomerados intracuencales: Conglomerados de clastos de lutitas (o de «cantos blandos») y conglomerados de clastos planos. Un conglomerado de clastos de lutitas está formado en gran parte por pequeñas masas redondeadas de fango y guijarros, aglutinados por minerales de la arcilla, que se forman a partir de material erosionado de algún lugar próximo, con poco transporte, dentro del mismo medio sedimentario: de cauces fluviales o márgenes de lagos. En cambio, los conglomerados de guijarros planos contienen clastos de guijarros relativamente planos, creados por tormentas o tsunamis que erosionan un fondo marino poco profundo o por corrientes de marea que erosionan las llanuras de marea a lo largo de una costa.

### Tamaño de los clastos
Los conglomerados se distinguen y se nombran de acuerdo al tamaño de los clastos, aunque no hay un acuerdo estandarizado universal para esta nomenclatura. Un conglomerado compuesto principalmente de clastos de (2 a 4 mm), se llamaría conglomerados de guijas o gránulos; un conglomerado compuesto principalmente de clastos de (4 a 64 mm), se llamarían conglomerados de guijarros; un conglomerado compuesto principalmente por clastos de (64 a 256 mm), se llamaría conglomerado de cantos y un conglomerado compuesto principalmente por clastos de (>256 mm), se llamaría conglomerado de bloques.: 206 
| Tamaño (mm) | Nombre           | Tipo de roca        |
| ----------- | ---------------- | ------------------- |
| >256        | Bloques          | Conglomerado/Brecha |
| 64 - 256    | Cantos           | Conglomerado/Brecha |
| 4 - 64      | Guijarros        | Conglomerado/Brecha |
| 2 - 4       | Gránulos/ Guijas | Conglomerado/Brecha |

## Ambientes sedimentarios

### Ambiente marino de aguas profundas

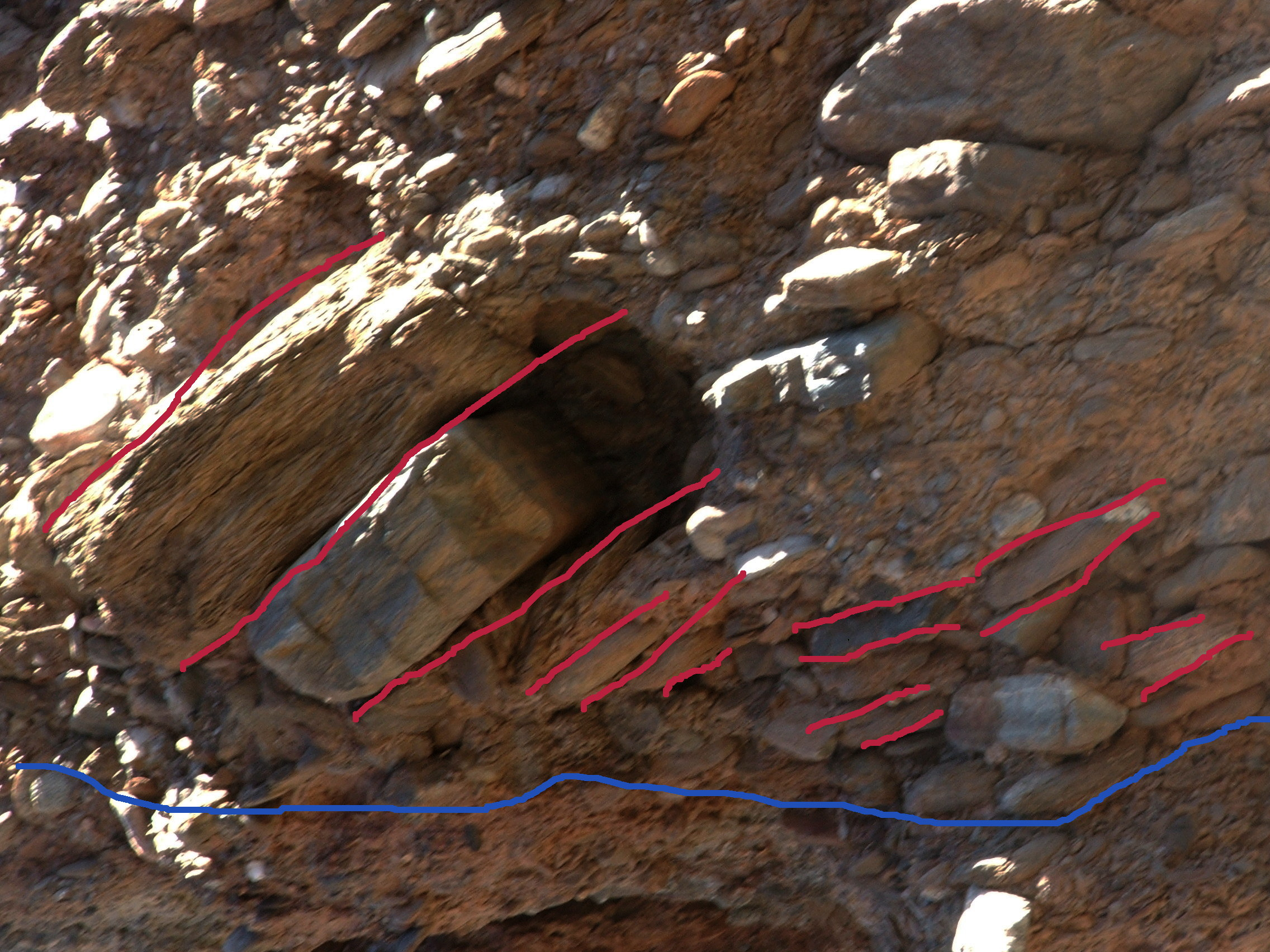
Clastos imbricados que están orientados en ángulo a la base del canal (línea azul).

En el fondo marino, en turbiditas, la base de cada secuencia suele estar compuesta por materiales gruesos, ocasionalmente conglomerados. En este caso, los conglomerados por lo general están muy bien seleccionados, bien redondeados y a menudo con una fuerte imbricación en el eje mayor de los clastos.

### Ambiente marino de aguas poco profundas
Los conglomerados están presentes en la base de las secuencias establecidas durante las transgresiones marinas por encima de una discordancia y se conocen como conglomerados basales. Representan la posición de la costa en un momento particular y son diacrónicas.

### Fluvial

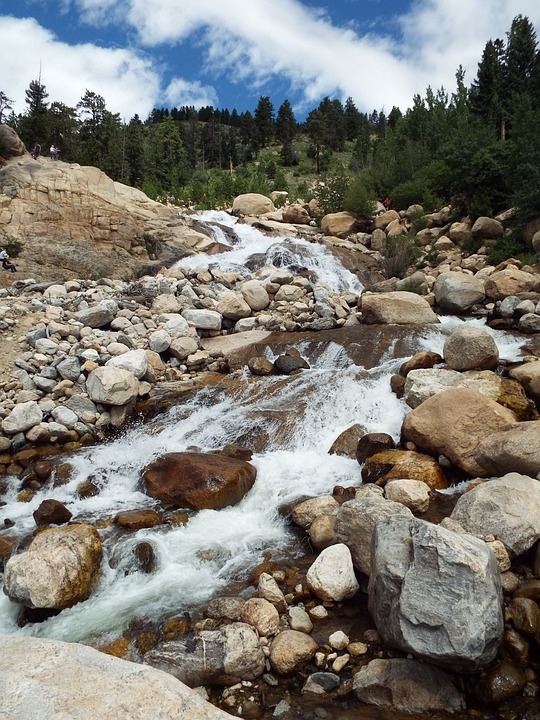
Abanico aluvial en el Parque Nacional de las Montañas Rocosas

los conglomerados depositados en ambiente fluvial por lo general están bien redondeados y bien ordenados. Los clastos se transporta como carga de lecho y solo en momentos de alto caudal. El tamaño de los clastos disminuye a medida que se transportan aún más debido al desgaste, por lo que los conglomerados son característicos de los sistemas de ríos inmaduros. En los sedimentos depositados por los ríos maduros, los conglomerados generalmente se limitan en la base de un canal de relleno donde se conoce como regazos de guijarros. Los conglomerados depositados en un entorno fluvial a menudo tienen una imbricación de tipo plano AB.

### Aluvial
Los fanglomerados son conglomerados ricos en matriz, mal clasificados, que se originaron como flujo de detritos en abanicos aluviales y que probablemente contienen las mayores acumulaciones de grava del registro geológico.

### Glaciar
Los glaciares transportan mucho material de grano grueso y muchos depósitos glaciares son conglomerádicos. Los tillitas, los sedimentos depositados directamente por un glaciar, son típicamente conglomerados pobremente ordenados y soportados por la matriz. La matriz suele ser de grano fino, formada por fragmentos de roca finamente molidos. Los depósitos acuíferos asociados a glaciares suelen ser conglomeráticos y forman estructuras como eskers.
Los conglomerados originados a partir de till se denominan tillita.

## Paisajes y geoformas

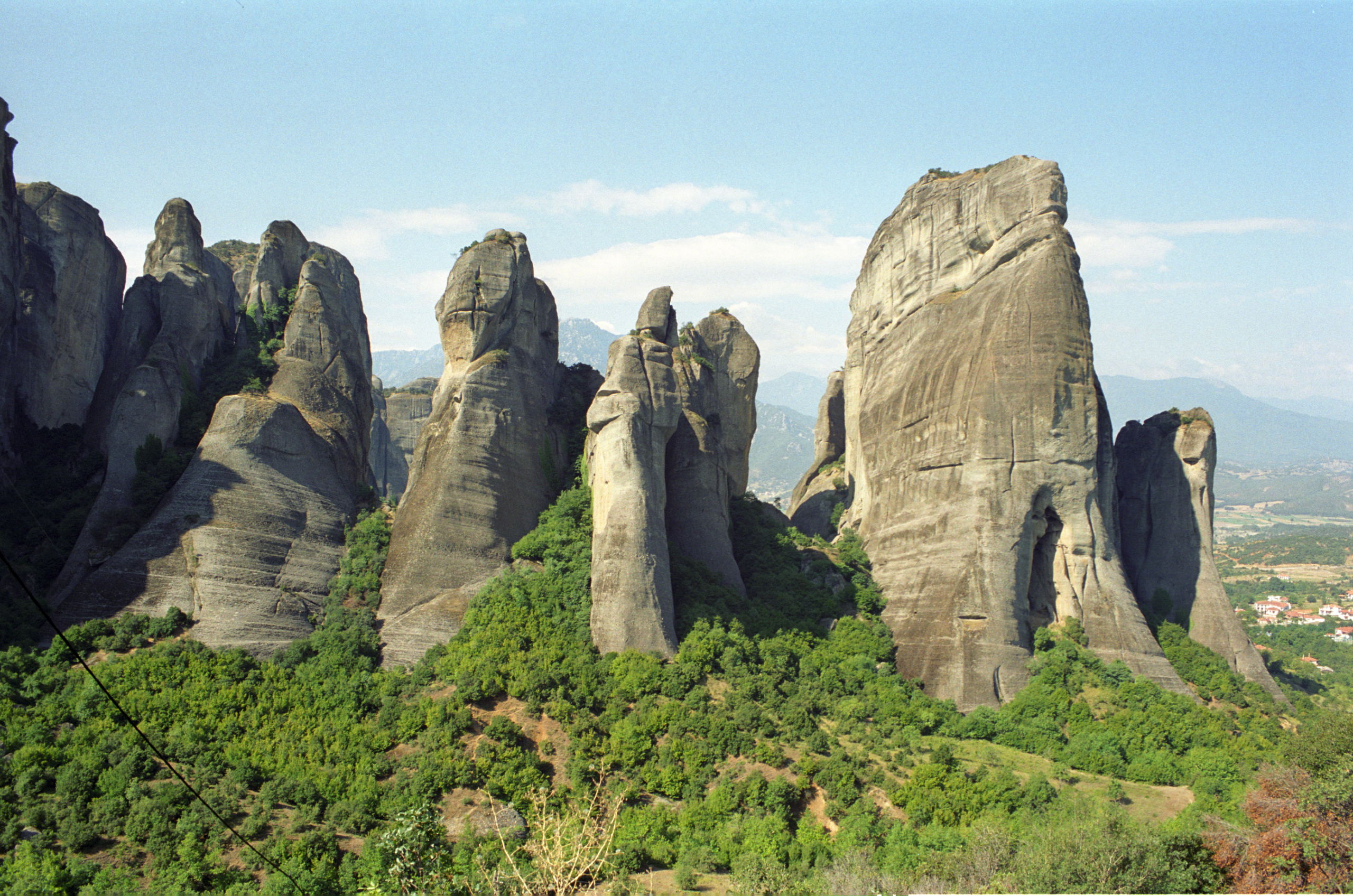
Pináculos de conglomerado en Meteora, Grecia.

Las geoformas modeladas en conglomerado son diversas. En general, las formas modeladas en conglomerado se parecen a las vistas en arenisca. Dicha situación se daría porque ambas rocas se descomponen y erosionan mediante las disgregación de granos o clastos. A gran escala los conglomerados pueden constituir cuestas, badlands, meseta diseccionadas, colinas abovedadas y pendientes escalonadas. Algunos paisajes de conglomerados han llegado a ser abarcados como parte de Patrimonios de la Humanidad como es el caso de Danxia en China, Kata Tjuta en Australia y Meteora en Grecia. Existen otros paisajes de conglomerados notorios, como en las Colinas de Buda en Hungría o los mallos en Aragón.
A una escala menor existen conglomerados que contienen formas kársticas y taffoni.

## Ejemplos
Un ejemplo de conglomerado puede verse en Montserrat, cerca de Barcelona. Aquí, la erosión ha creado canales verticales que dan las características formas irregulares que dan nombre a la montaña (Montserrat significa literalmente "montaña irregular"). La roca es lo suficientemente fuerte como para utilizarla como material de construcción, como en la Abadía de Santa María de Montserrat.
Otro ejemplo es el Conglomerado Crestone, cerca de la ciudad de Crestone, al pie de la Cordillera Sangre de Cristo en el Valle de San Luis en Colorado. El Conglomerado Crestone consta de fanglomerados mal clasificados que se acumularon en abanicos aluviales prehistóricos y sistemas fluviales relacionados. Algunas de estas rocas tienen tonalidades de rojo y verde.
Hay acantilados de conglomerado en la costa este de Escocia, desde Arbroath hacia el norte, a lo largo de las costas de los antiguos condados de Angus y Kincardineshire. El castillo de Dunnottar se encuentra en un promontorio escarpado de conglomerado que se adentra en el Mar del Norte, justo al sur de la ciudad de Stonehaven.
El conglomerado Copper Harbor se encuentra tanto en la península de Keweenaw como en el Parque Nacional Isle Royale en el lago Superior.
Se puede observar conglomerado también  en las colinas abovedadas de Kata Tjuta, en el Territorio del Norte de Australia o los ya citados de las colinas de Buda en Hungría.
En el siglo XIX se reconoció que una gruesa capa del conglomerado de Pottsville subyacía a las explotaciones de carbón de antracita en Pensilvania.

## Conglomerados marcianos
En  Marte, se han encontrado placas de conglomerado en un afloramiento llamado "Hottah", y los científicos han interpretado que se formaron en un antiguo cauce. Las gravas, que fueron descubiertas por el explorador de Marte Curiosity de la NASA, varían desde el tamaño de partículas de arena hasta el de pelotas de golf. Los análisis han demostrado que los guijarros fueron depositados por un arroyo que fluía a ritmo de marcha y tenía una profundidad de entre los tobillos y la cadera.